# سيرغي فينوغرادوف (لاعب كرة قدم)
سيرغي فينوغرادوف (بالروسية: Сергей Виноградов)‏ (19 أغسطس 1971 - ) هو لاعب كرة قدم روسي في مركز الدفاع. لعب مع زاريا لينينسك كوزنيتسكي ونادي روتور فولغوغراد ونادي موردوفيا سارانسك وإنرجيا فولجسكي ‏ وتكستيلشيك كاميشين ‏ وأولمبيا فولغوغراد ‏.

## وصلات خارجية
- سيرغي فينوغرادوف (لاعب كرة قدم) على موقع قاعدة بيانات كرة القدم.إي يو (الإنجليزية)